# Пингвин (вспомогательный крейсер)
«Пингвин» (нем. Pinguin) — немецкий вспомогательный крейсер времён Второй мировой войны. HSK-5, бывший сухогруз «Кандельфельз» (нем. Kandelfels), в германском флоте обозначался как «Судно № 33», во флоте Великобритании — «Рейдер „F“».
В 1940—1941 годах вёл боевые действия на морских коммуникациях союзников в Индийском океане и у берегов Антарктиды. Один из самых успешных рейдеров кригсмарине. Тоннаж потопленных и захваченных им судов составил 136 000 брт.

## История создания
Грузовое судно «Кандельфельз» было построено на верфи «АГ Везер» («Дешимаг») в Бремене в 1936 году. Первое судно серии из двух сухогрузов. Систершип — сухогруз «Кибфельз». Продолжение серии включало в себя судно «Гольденфельз» (впоследствии переоборудованное во вспомогательный крейсер «Атлантис»).

### Технические параметры
- Размеры: длина 155 м, ширина 18,7 м, осадка 8,7 м
- Водоизмещение: 17 600 т (7 766 брт)
- Две палубы, 6 грузовых люков
- ГЭУ: 2 × 6-цилиндровых дизеля MAN (7 600 л. с.)
- Максимальная скорость: 17 узлов
- Запас топлива: 3000 т
- Автономность плавания: 60 000 миль при 12 уз., 207 дней

Использовалось «Линией Ганза» для грузоперевозок из Восточной Азии и Индии. Из последнего коммерческого рейса судно вернулось 1 сентября 1939 года.
В конце 1939 года было реквизировано кригсмарине и переоборудовано фирмой «Дешимаг» во вспомогательный крейсер. Для его оснащения частично использовалось вооружение, снятое со старого линкора «Шлезиен».

### Вооружение
- 6 × 150-мм С/16 L/45 (боезапас 1800 шт.)
- 1 × 75-мм Schneider-Creusot L/35
- зенитные спаренные пушки 2 × 37-мм С/30 L/83 (боезапас 4000 шт.)
- зенитные автоматы 4 × 20 мм С/30 L/65 (боезапас 8000 шт.)
- 380 мин EMC
- 2 двухтрубных торпедных аппарата 533-мм (боезапас 16 торпед)
- 2 самолёта He.114B (с марта 1941 — 1 Ar.196A-1)
- для передачи на подлодки — 25 торпед и 80 мин TMB

Кроме того была установлена более мощная радиостанция и новое штурманское оборудование.
Экипаж — 401 человек (включая 22 офицера, из них 5 — призовых).

## Боевые действия

### Рейдерский поход

#### Атлантика
«Пингвин» стал одним из первых вспомогательных крейсеров Германии во Второй мировой войне. 15 июня 1940 года под командованием капитана цур зее Эрнста-Феликса Крюдера он покинул Готенхафен.
Миновав пролив Скагеррак, «Пингвин», замаскированный под советское судно «Печора», вдоль западного побережья Норвегии двинулся на север. По пути он подвергся атаке британской субмарины, но благодаря преимуществу в скорости избежал нежелательных последствий. Пройдя Датским проливом в Атлантику, он (уже в качестве греческого парохода «Кассос») прибыл в отведённый ему в южных водах сектор патрулирования. По пути ОКМ организовало ему встречу с немецкой подводной лодкой, которая получила от «Пингвина» топливо и торпеды.
Первой его жертвой стал британский сухогруз «Доминго де Ларринага». Заметив рейдер, капитан судна передал в эфир сообщение об атаке и попытался увести корабль. Артиллерийским огнём судно было остановлено, на него высадилась абордажная команда. Подрывные заряды не сработали, из-за чего судно пришлось потопить торпедой.

#### Индийский океан
Обогнув мыс Доброй Надежды, «Пингвин» направился на север. Здесь пилот гидросамолета, имевшегося на борту рейдера, заметил норвежский танкер «Филефьелль». Судно было перехвачено и взято под управление призовой командой. Тут же был замечен ещё один танкер, «Бритиш Коммандер». Он отказался подчиниться требованию остановиться, был обстрелян и потоплен торпедой. В течение этих суток было перехвачено и потоплено ещё одно судно — норвежский пароход «Морвикен». «Филефьелль» также в конце концов решено было затопить. Замаскировавшись под пароход «Трафальгар», «Пингвин» продолжил свой путь.
В начале сентября потерпел аварию гидросамолёт, из-за чего пришлось собирать имевшийся в разобранном виде запасной, что заняло несколько дней. По пути к Мадагаскару был встречен британский сухогруз «Бенавон». В завязавшейся артиллерийской перестрелке один из его снарядов пробил борт «Пингвина», но не разорвался. Сам «Бенавон» был расстрелян гораздо более мощной артиллерией рейдера. Погибло более двадцати человек из команды судна, включая капитана. Пробыв несколько дней возле Мадагаскара, Крюдер направил свой корабль на восток. По пути был захвачен норвежский пароход «Нордвард» с грузом пшеницы. Пересадив на него пленных, Крюдер отправил «Нордвард» с призовой командой в Германию.
Пережив сильный шторм, «Пингвин» подошёл к Австралии.

#### Минные постановки у берегов Австралии
7 октября был захвачен норвежский танкер «Сторстад». Экипаж был с него снят, а само судно было оборудовано для установки минных заграждений и получило название «Пассат».
Дальнейший путь «Пингвина» пролёг вдоль западного побережья австралийского континента. Им были поставлены мины возле Ньюкасла, Сиднея, у берегов штата Новый Южный Уэльс, перед гаванью Хобарт в Тасмании. «Пассат» под командой лейтенанта Варнинга заминировал пролив между Австралией и Тасманией. 15 ноября корабли встретились и направились на юг. Из сообщений по радио Крюдер узнал, что на минах подорвались два судна, в том числе американское «Сити оф Рейвилль» (одно из первых американских судов, погибших в результате боевых действий во Второй мировой войне). Через месяц командование кригсмарине сообщило о награждении капитана Рыцарским крестом.
18 ноября было потоплено британское судно «Наушера», 20 ноября был обнаружен и потоплен рефрижератор «Маймоа», на следующий день та же участь постигла «Порт Брисбен» — вооружённый пароход, спешивший на помощь «Маймоа».
24 ноября 1940 года командование приказало «Пингвину» направляться в район китобойных промыслов к острову Буве.

#### Антарктика
Направляясь в назначенный ему район, «Пингвин» встретил и потопил рефрижератор «Порт Веллингтон». Количество пленных на борту к этому времени превысило 400 человек, что создавало серьёзные проблемы, и Крюдер принял решение отправить их на «Пассате» в Германию. По пути домой танкер дозаправил рейдер «Атлантис», передал часть топлива вспомогательному танкеру «Нордмарк» и благополучно прибыл в один из портов оккупированной Франции.
«Пингвин» подошёл к берегам Антарктиды, в район китобойных промыслов. В начале января радист перехватил переговоры норвежских китобоев: недалеко находились две большие плавучие китобойные базы, «Оле Веггер» и «Пелагос», а в 400 милях восточнее ещё одна — «Торсхаммер».
14 января 1941 года рейдер провёл свою самую успешную операцию. В течение двух дней без единого выстрела был захвачен китобойный флот в составе плавбаз «Оле Веггер» и «Пелагос» с 22 тыс. тонн китового жира, 11 небольших китобойных судов и направленный к ним танкер «Солглимт» с 10 тыс. тонн топлива.
Один из китобоев был переименован в «Адъютанта» и превращён во вспомогательный корабль. «Солглимт» и «Пелагос» были отправлены с призовыми командами в Европу, а «Пингвин» с остальными трофеями направился на встречу с «Нордмарком» и «Дюкезой» (судном-рефрижератором, захваченным «Адмиралом Шеером»). Для комплектования призовых команд у «Пингвина» не было достаточного количества офицеров, но на помощь ему пришёл «Адмирал Шеер», часть офицеров которого перешла на захваченные суда. В марте 1941 года они прибыли в Бордо (за исключением двух китобоев, затопленных экипажами при угрозе захвата кораблём ВМФ Великобритании «Скарборо»). Количество присланного китового жира соответствовало количеству маргарина, произведённого в Германии за несколько месяцев, а китобоев оказалось достаточно для формирования флотилии охотников за подводными лодками.
18 февраля «Пингвин» встретился с транспортом «Алстертор», передавшим почту и другие грузы, включая новый самолёт. Затем направился к Кергелену, где пополнил запасы пресной воды, произвёл осмотр корпуса, мелкий ремонт и замаскировался под норвежский пароход «Тамерлан».
25 февраля рейдер направился на рандеву с захваченным «Атлантисом» судном «Кетти Бровиг», которое планировалось использовать в качестве минного заградителя, однако в месте встречи его ждал «Оле Якоб», другой трофей «Атлантиса». Выяснилось, что «Кетти Бровиг» пришлось затопить. Для поиска подходящего судна Крюдер направился на север.

#### Бой с «Корнуоллом» и гибель
25 апреля «Пингвин» остановил и захватил «Эмпайр Лайт», однако воспользоваться им не смог из-за повреждений, и судно пришлось затопить. 29 апреля был потоплен «Клан Бьюкенен». Затем Крюдер направил корабль к Сейшельским островам.
7 мая «Пингвин» в северо-западной части Индийского океана обнаружил подходящее судно. Это был танкер «Бритиш Эмперор». Несмотря на предупредительные выстрелы, он начал уходить, передав в эфир радиограмму, принятую британским тяжёлым крейсером «Корнуолл». Крюдер вынужден был отдать приказ потопить танкер.
На следующий день, 8 мая 1941 года, рейдер был замечен самолётом с «Корнуолла». Корабль был хорошо замаскирован под норвежский транспорт, однако у пилота вызвало подозрение то, что никто из команды не вышел на палубу поприветствовать самолёт. Наведённый на корабль крейсер «Корнуолл», несмотря на ожесточённое сопротивление, потопил его. От залпа 203-мм орудий сдетонировали 130 остававшихся на борту «Пингвина» мин, и в точке с координатами 03°50′ с. ш. 53°50′ в. д. рейдер ушёл на дно. Он стал первым немецким вспомогательным крейсером, потопленным союзниками во Второй мировой войне. Вместе с кораблём погибло 532 человека, включая 200 пленных с потопленных им судов. «Корнуолл» спас 53 члена команды «Пингвина» и 22 пленных. Капитана Крюдера среди спасённых не оказалось. На «Корнуолле» погиб один человек.
«Адъютант» под командованием лейтенанта Геммера впоследствии перешёл в подчинение вспомогательному крейсеру «Комет» и произвёл постановку мин у побережья Новой Зеландии (потопленных судов не было).

### Результаты
Потопленные и захваченные суда:
| Дата             | Название судна       | Тип              | Принадлежность | Тоннаж, брт | Груз                                         | Судьба                                                                              |
| ---------------- | -------------------- | ---------------- | -------------- | ----------- | -------------------------------------------- | ----------------------------------------------------------------------------------- |
| 31 июля 1940     | Domingo de Larrinaga | грузовое судно   | Великобритания | 5 358       | зерно                                        | потоплено торпедой                                                                  |
| 27 августа 1940  | Filefjell            | танкер           | Норвегия       | 6 901       | бензин, нефть                                | потоплен подрывными зарядами                                                        |
| 27 августа 1940  | British Commander    | танкер           | Великобритания | 5 008       |                                              | потоплен торпедой                                                                   |
| 27 августа 1940  | Morviken             | грузовое судно   | Норвегия       | 7 616       |                                              | потоплено подрывными зарядами                                                       |
| 12 сентября 1940 | Benavon              | грузовое судно   | Великобритания | 5 872       | каучук                                       | потоплено артиллерией после перестрелки                                             |
| 16 сентября 1940 | Nordvard             | грузовое судно   | Норвегия       | 4 111       | пшеница                                      | приз, отправлен в Бордо                                                             |
| 7 октября 1940   | Storstad             | танкер           | Норвегия       | 8 998       | 14 000 тонн дизельного топлива               | приз, превращён во вспомогательный минный заградитель «Пассат»                      |
| 19 ноября 1940   | Nowshera             | грузовое судно   | Великобритания | 7 920       |                                              | потоплено подрывными зарядами                                                       |
| 20 ноября 1940   | Maimoa               | рефрижератор     | Великобритания | 10 123      | замороженное мясо, масло, топлёный жир, яйца | потоплено подрывными зарядами                                                       |
| 21 ноября 1940   | Port Brisbane        | грузовое судно   | Великобритания | 8 739       |                                              | потоплено торпедой                                                                  |
| 30 ноября 1940   | Port Wellington      | рефрижератор     | Великобритания | 8 303       | 4 000 тонн замороженного мяса                | потоплено подрывными зарядами после артиллерийской перестрелки                      |
| 14 января 1941   | Ole Wegger           | китобойная база  | Норвегия       | 12 201      | китовый жир                                  | приз, отправлен во Францию                                                          |
| 14 января 1941   | Pol VII              | китобойное судно | Норвегия       | 335         |                                              | приз, отправлен во Францию                                                          |
| 14 января 1941   | Pol VIII             | китобойное судно | Норвегия       | 300         |                                              | приз, отправлен во Францию                                                          |
| 14 января 1941   | Pol IX               | китобойное судно | Норвегия       | 335         |                                              | приз, превращён во вспомогательный корабль «Адъютант»                               |
| 14 января 1941   | Pol X                | китобойное судно | Норвегия       | 335         |                                              | приз, отправлен во Францию                                                          |
| 14 января 1941   | Solglimt             | танкер           | Норвегия       | 12 246      | 10 000 тонн топлива                          | приз, отправлен во Францию                                                          |
| 14 января 1941   | Pelagos              | китобойная база  | Норвегия       | 12 083      | китовый жир                                  | приз, отправлен во Францию                                                          |
| 14 января 1941   | Star XIV             | китобойное судно | Норвегия       | 250         |                                              | приз, отправлен во Францию                                                          |
| 14 января 1941   | Star XIX             | китобойное судно | Норвегия       | 250         |                                              | приз, отправлен во Францию, затоплен командой при угрозе захвата ВМС Великобритании |
| 14 января 1941   | Star XX              | китобойное судно | Норвегия       | 250         |                                              | приз, отправлен во Францию                                                          |
| 14 января 1941   | Star XXI             | китобойное судно | Норвегия       | 300         |                                              | приз, отправлен во Францию                                                          |
| 14 января 1941   | Star XXII            | китобойное судно | Норвегия       | 305         |                                              | приз, отправлен во Францию                                                          |
| 14 января 1941   | Star XXIII           | китобойное судно | Норвегия       | 355         |                                              | приз, отправлен во Францию                                                          |
| 14 января 1941   | Star XXIV            | китобойное судно | Норвегия       | 360         |                                              | приз, отправлен во Францию, затоплен командой при угрозе захвата ВМС Великобритании |
| 25 апреля 1941   | Empire Light         | грузовое судно   | Великобритания | 6 828       |                                              | потоплено подрывными зарядами                                                       |
| 28 апреля 1941   | Clan Buchanan        | грузовое судно   | Великобритания | 7 266       |                                              | потоплено подрывными зарядами                                                       |
| 7 мая 1941       | British Emperor      | танкер           | Великобритания | 3 663       |                                              | потоплен артиллерией                                                                |

Подорвалось на минах, поставленных «Пингвином» и «Пассатом»:
| Дата | Название судна   | Тип            | Принадлежность | Тоннаж, брт | Груз | Судьба                         |
| ---- | ---------------- | -------------- | -------------- | ----------- | ---- | ------------------------------ |
|      | Nimbin           | грузовое судно | Великобритания | 1 052       |      | подорвалось на мине и затонуло |
|      | Cambridge        | грузовое судно | Великобритания | 10 846      |      | подорвалось на мине и затонуло |
|      | City of Rayville | грузовое судно | США            | 5 883       |      | подорвалось на мине и затонуло |
|      | Herford          | траулер        | Великобритания | 285         |      | подорвалось на мине и затонуло |

За 10 ½ месяцев плавания «Пингвин» захватил и потопил 28 судов, общий тоннаж составил примерно 136 000 брт. Четыре судна подорвалось на минах (около 18 000 брт).